# حسان خطاب
حسان خطاب بلال (مواليد 17 مارس 1985) هو لاعب كرة قدم سعودي .

## مسيرة اللاعب
لعب سابقاً لأندية الجبلين ونجد و البدائع والأنصار و النجمة .

## الحياة الشخصية
حسان هو شقيق اللاعب عبد الله خطاب.